# Symplocarpus
Symplocarpus là một chi thực vật có hoa trong họ Ráy

## Hình ảnh

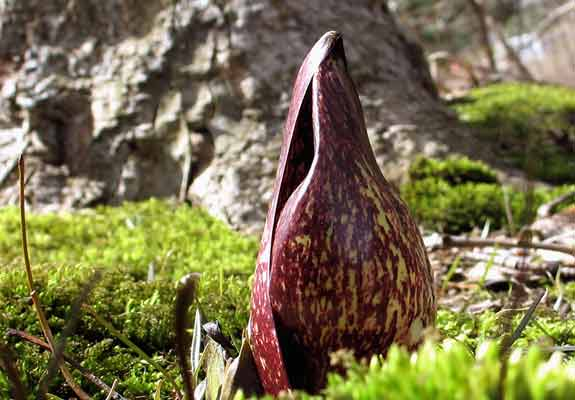
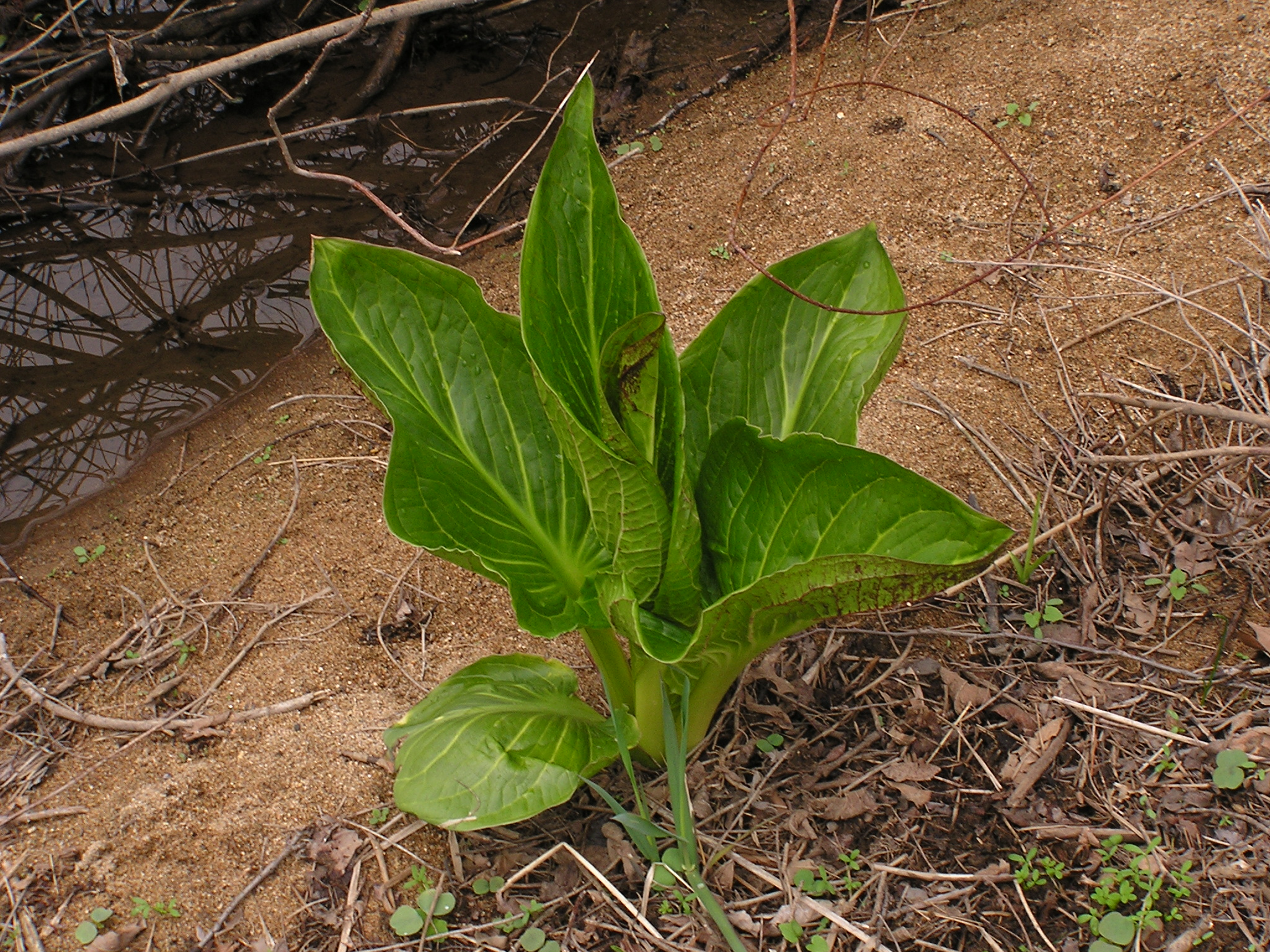
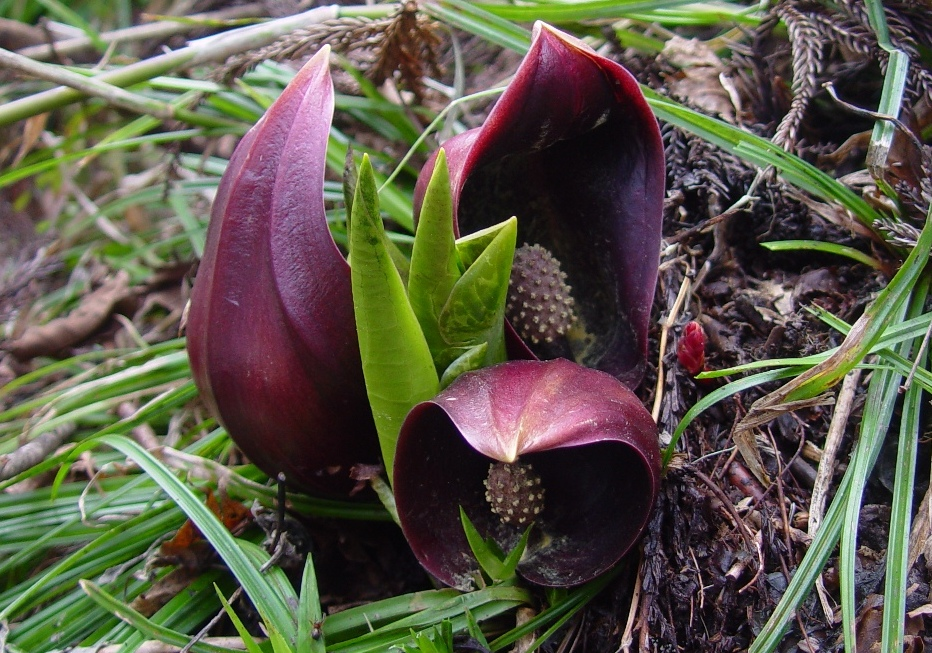

## Loài
Chi này gồm các loài sau: